# Gadira
Gadira is een geslacht van vlinders van de familie grasmotten (Crambidae).

## Soorten
- G. acerella Walker, 1866
- G. leucophthalma Meyrick, 1882
- G. petraula (Meyrick, 1882)